# Serra d'Aubenç
La serra d'Aubenç és una serra situada al municipi de Peramola a la comarca de l'Alt Urgell, amb una elevació màxima de 1.610 metres en el cim de Lo Coscollet. És un Espai del Prepirineu occidental de relleu espectacular i abrupte, que determina una de les avançades meridionals més interessants dels elements pirinencs. Té un gran interès biogeogràfic i una gran diversitat de comunitats vegetals mediterrànies i eurosiberianes, a més de l'interès d'algunes comunitats d'indrets especials. De la flora cal remarcar la presència de nombroses espècies eurosiberianes i oròfits, força rares a Catalunya. Quant a la fauna, cal remarcar espècies de fauna pròpies de les serres prepirinenques centrals a la vall del riu Segre, incloent grans rapinyaires rupícoles.

## Medi físic
La serra d'Aubenç forma una unitat orogràfica orientada nord-est i sud-oest, amb una notable dissimetria en els seus vessants, cosa que ofereix contrastos ben marcats. L'Espai compta, a més, amb un geòtop catalogat d'interès: l'anticlinal d'Oliana.

## Aspectes socioeconòmics
La silvicultura i la ramaderia són uns dels principals usos d'aquest Espai. L'Espai no conté infraestructures, però sí alguna pista forestal de desembosc.
- Catàleg d'utilitat pública: El 12,80% de la superfície figura en el Catàleg de forests d'utilitat pública (CUP) o té algun tipus de conveni amb ajuntaments o particulars.

Usos del sòl
- Boscos - 54,75%
- Vegetació arbustiva i herbàcia - 31,32%
- Roques, tarteres, glaceres, coves - 6,23%
- Terres agrícoles i àrees antròpiques - 4,36%
- Aigües continentals - 3,33%[2]

## Biodiversitat
La funció principal dels espais naturals protegits de Catalunya és conservar mostres representatives de la fauna, la flora i els hàbitats propis del territori, de manera que es puguin desenvolupar els processos ecològics que donen lloc a la biodiversitat (l'àmplia varietat d'ecosistemes i éssers vius: animals, plantes, els seus hàbitats i els seus gens).
L'Espai és rellevant per la diversitat de comunitats vegetals mediterrànies i eurosiberianes existents, especialment quant a flora i la presència de nombroses espècies eurosiberianes i d'oròfits, força rares a Catalunya. Hi són presents algunes espècies de fauna pròpies de les serres prepirinenques centrals a la vall del riu Segre.

### Vegetació i flora
El vessant meridional, molt abrupte i trencat per diverses cingleres, és dominat pels paisatges mediterranis, mentre que el vessant septentrional, que baixa molt més suau vers la vall de Valldarques, rep una important influència eurosiberiana i, fins i tot, subalpina. A les obagues cal assenyalar les rouredes de roure de fulla petita i roure martinenc (Violo-Quercetum fagineae i Buxo-Quercetum pubescentis, respectivament), les pinedes boreals de pi roig (Hylocomio-Pinetum catalauricum) i, molt localitzada, la fageda amb boix (Buxo-Fagetum), així com una població dispersa d'avets (Abies alba).
De la mateixa manera que a la serra del Montsec, sobresurten pel seu interès algunes comunitats permanents d'indrets especials, com els matollars oròfils d'eriçó (Erinacea anthyllis), propis de les carenes, els poblaments de boixerola (Artostaphylos uva-ursi) o els poblaments rupícoles de les roques calcàries (Saxifragion medlae). S'hi troben encara algunes comunitats com els pradells de l'Aphyllanthion (Teucrio-Thymetum -fontqueri), les pastures del Mesobromion (Euphrasio-Plantaginetum mediae) o comunitats d'afinitat subalpina, molt localitzades, com el Ranunculo-Sesleríetum, entre moltes altres.
Entre els elements de la flora, cal remarcar la presència de nombroses espècies eurosiberianes o oròfils extramediterranis, així com diverses espècies oromediterrànies, força rares a Catalunya.

### Fauna
L'interès faunístic d'aquest Espai rau en el fet de conservar una comunitat representativa de les serres prepirinenques centrals a la vall del riu Segre, amb espècies interessants, com ara el milà negre (Milvus migrans), l'aligot vesper (Pernis apivorus), el xoriguer comú (Falco tinnunculus), l'àguila marcenca (Circaetus gallicus), l'aufrany (Neophron percnopterus), el trencalòs (Gypaetus barbatus) i el voltor comú (Gyps fulvus), entre altres rapinyaires. Altres espècies de gran interès són el gall fer (Tetrao urogallus), el picot negre (Dryocopus martius), el liró gris (Glis glis) i la musaranya de Millet (Sorex coronatus). Pel que fa a la fauna invertebrada, algunes espècies rares d'heteròpters troben el seu límit meridional a la serra d'Aubenç. Així mateix, també s'hi presenten els interessants cerambícids Cerambyx cerdo i Lucanus cervus.

## Vulnerabilitat natural
Aquest Espai conté alguns punts de cert risc geològic de cornises, amb caigudes de blocs de poca o gran magnitud. D'altra banda, les comunitats i espècies eurosiberianes, subalpines i oròfites, que es troben al límit de la seva àrea de distribució, són vulnerables a les alteracions.

## Declaració, planificació i gestió
L'Espai Natural Protegit de la Serra d'Aubenç i Roc de Cogul va ser incorporat al PEIN pel Decret 328/1992, pel qual s'aprova el PEIN. Aquest Espai va ser declarat per primera vegada com a LIC l'any 1997, Zona d'especial protecció per a les aus (ZEPA) l'any 2005 i, posteriorment, va ser ampliat com a espai Natura 2000 mitjançant l'Acord del Govern 112/2006, de 5 de setembre, que aprova la xarxa Natura 2000 a Catalunya. Així mateix, mitjançant el pla especial es va realitzar la seva delimitació definitiva. Aquest Pla complementa també el règim normatiu bàsic de protecció establert pel PEIN amb determinacions específiques per a aquest Espai.